# Parafia św. Antoniego Padewskiego w Zielonej Górze
Parafia świętego Antoniego w Zielonej Górze-Przylepie – rzymskokatolicka parafia znajdująca się w Zielonej Górze, w dzielnicy Przylep, należąca do dekanatu Zielona Góra – Ducha Świętego diecezji zielonogórsko-gorzowskiej, metropolii szczecińsko-kamieńskiej w Polsce, erygowana w 1980 roku.

## Historia parafii
Parafia św. Antoniego z Padwy, ustanowiona została dekretem Kurii Biskupiej w Gorzowie Wlkp., 13 czerwca 1980 roku, w dniu wspomnienia św. Antoniego, patrona parafii.
Kaplica w Przylepie, w której od 1947 r. odprawiane były nabożeństwa, ustanowiona została kościołem parafialnym. Kościół ten powstał w dawnej sali tanecznej, podarowanej społeczności Przylepu, która należała do parafii św. Jadwigi w Zielonej Górze, następnie od 1958 r. parafii pw. Najświętszego Zbawiciela w Zielonej Górze. Od 3 maja 1974 r. Przylep został afiliowany do Parafii Narodzenia Najświętszej Maryi Panny w Zawadzie.
W latach 1986–2014 parafia w Przylepie obsługiwała także kościół Najświętszej Maryi Panny Bolesnej w Płotach (obecnie parafia Najświętszej Maryi Panny Bolesnej w Płotach).
Od czerwca 2011 parafia podjęła trud budowy nowego kościoła w pobliżu dotychczasowej kaplicy.

## Proboszczowie
- ks. Marian Sendecki (1980-2009)
- ks. Jarosław Leśny (2009–2016)
- ks. Dariusz Karpezo (od 12 listopada 2016)